# Alfonso Yuchengco
Alfonso Tiaoqui Yuchengco (楊應琳T, 杨应琳S, Yáng Yìng-línP; Manila, 6 febbraio 1923 – Manila, 15 aprile 2017) è stato un imprenditore e diplomatico filippino di origini cinesi.
È stato il fondatore della Yuchengco Group of Companies, uno dei più grandi conglomerati a conduzione familiare delle Filippine.

## Biografia
Proveniente da una famiglia benestante, nacque il 6 febbraio 1923 nel quartiere di Binondo, a Manila, figlio di Enrique Yuchengco e María Tiaoqui. Il nonno Yu Tiao Qui e il padre Yu Cheng erano immigrati cinesi provenienti dalla città di Nan'an, situata nella provincia del Fujian: trasferitisi a Binondo, noto quartiere imprenditoriale dall'elevata presenza sinofilippina, aprirono qui un'impresa artigiana. Più tardi il padre Yu Cheng cambiò il proprio nome in Enrique Yuchengco per renderlo più conforme agli standard locali e facilitare la propria integrazione in territorio filippino.
Laureatosi in commercio presso la Far Eastern University, alla morte del padre nel 1953 ereditò una fiorente attività impegnata in vari settori tra cui edilizia e commercio. Più tardi amplio gli investimenti della famiglia in altri ambiti, focalizzandosi nel settore bancario. Coinvolto nelle rivoluzioni EDSA I ed EDSA II – note per aver posto fine, rispettivamente, alle presidenze di Marcos ed Estrada –, in ambito politico fu un noto sostenitore dei Presidenti Ramos e Arroyo.
Fu impegnato anche in diverse transazioni della Philippine Long Distance Telephone Company, uno dei principali fornitori di telecomunicazioni del paese.

## Vita privata
Nel 1943 sposò la sinofilippina Paz Sycip, sorella dell'imprenditore Washington Sycip, dalla quale ebbe sei figli: Susanne, Annabelle, Mona Lisa, Alfonso Jr., Albert e Alfonso III. Separatosi dalla moglie negli anni sessanta, sposò in seconde nozze Teresita Gomez, con cui ebbe le altre tre figlie Helen, Yvonne e Maria Elena.

## Premi e riconoscimenti
Yuchengco ha ricevuto i seguenti premi e citazioni:
- Ordine del Sacro Tesoro, Stella d'Oro e d'Argento, dall'Imperatore del Giappone, 2003.
- Gran Cordone dell'Ordine del Sol Levante, dall'Imperatore del Giappone
- Ordine di Sikatuna, Grado di Datu, dall'allora presidente Fidel Valdez Ramos
- Cavaliere Gran Ufficiale di Rizal, Cavalieri di Rizal.
- Ordine di Lakandula, Grado di Bayani (Gran Croce).
- Most Distinguished Alumnus e Hall of Fame Awardee, Far Eastern University, 1955 e 2003.